# Nielebock
Nielebock là một đô thị thuộc huyện Jerichower Land, bang Sachsen-Anhalt, Đức. Đô thị Nielebock có diện tích 14,95 km², dân số thời điểm ngày 31 tháng 12 năm 2006 là 238 người.